# Soul Plane
Soul Plane er en amerikansk komediefilm fra 2004. Filmens skuespillereteam er domineret af de amerikanske komedietalenter Kevin Hart, Method Man, Tom Arnold, Sommore, D.L. Hughley, Mo'Nique, K.D. Aubert, John Witherspoon, Loni Love, Ryan Pinkston, Godfrey, Francine Dee og rapperen Snoop Dogg.
Filmen handler om en mand, der opretter et flyselskab, hvilket hovedsageligt henvender sig til afro-amerikanere og hip-hoppere. Snoop Dogg spiller piloten (Don Cornelius), der ryger marijuana, mens han flyver flyet.

## Medvirkende
| Skuespillere          | Rolle          |
| --------------------- | -------------- |
| Tom Arnold            | Mr. Hunkee     |
| Kevin Hart            | Nashawn        |
| Method Man            | Muggsy         |
| Snoop Dogg            | Kaptajn Mack   |
| K.D. Aubert           | Giselle        |
| Godfrey               | Gaeman         |
| Brian Hooks           | DJ             |
| D.L. Hughley          | Johnny         |
| Arielle Kebbel        | Heather Hunkee |
| Loni Love             | Shaniece       |
| Mo'Nique              | Jamiqua        |
| Ryan Pinkston         | Billy Hunkee   |
| Missi Pyle            | Barbara        |
| Sommore               | Cherry         |
| Sofia Vergara         | Bianca         |
| Gary Anthony Williams | Flame          |
| John Witherspoon      | Blind mand     |
| Stephen Keys          | Riggs          |
| Angell Conwell        | Tamika         |
| Robert Isaac Lee      | Judge Pong     |
| Charles Walker        | Jury Foreman   |